# Recesiones en Colombia
Las recesiones en Colombia hace referencia a los episodios de recesión económica que se han producido en ese país.
Una recesión económica se define como una contracción del Producto Interno Bruto (PIB) por dos o más trimestres consecutivos.

## Recesión de 1998-1999
Se produjo durante la presidencia de Andrés Pastrana, debido a la quiebra de numerosas instituciones financieras y al colapso del sistema UPAC, así como por los efectos de la crisis financiera asiática y el terremoto de Armenia de 1999. El gobierno declaró la emergencia económica en noviembre de 1998. El PIB presentó seis trimestres consecutivos de crecimiento negativo, con un crecimiento promedio trimestral de -2% entre 1998 y 1999, y un retroceso de 4,29% anual en 1999. La tasa de desempleo superó el 20% en el tercer trimestre de 1999, siendo el desempleo juvenil superior al 35%. En septiembre de 1999, el Banco de la República abandona la banda cambiaria a favor de un sistema de libre flotabilidad, después de que el peso colombiano perdiera un 50% de su valor desde principios de 1998.Dos millones de personas abandonaron el país a partir de 1998, principalmente hacia Estados Unidos y España. Tras el fin de la recesión, el periodo 2000-2002 exhibió indicadores económicos magros, con una recuperación del crecimiento y el empleo solo a partir del año 2003.

## Recesión de 2020
Se produjo durante la presidencia de Iván Duque, debido a los efectos de la pandemia de COVID-19. El PIB se contrajo 2,4% y 14,9% en el primer y segundo trimestre de 2020, respectivamente. La tasa de desempleo alcanzó el 21,8% en mayo.La economía creció 8,7% en el tercer trimestre y 6% en el cuarto, cerrando el año con una contracción del 6,4%. El crecimiento del PIB fue de 10,6% en 2021 y 7,5% en 2022. Los niveles de empleo volvieron a sus niveles precrisis en mayo de 2022.